# 文昌桥 (抚州)
文昌桥位于中国江西省抚州市临川区大公路，东西走向，始建于南宋乾道元年（1165年），清嘉庆十八年（1813）重建，是抚河上的第一座桥梁。桥长255.4米，宽11米，高13米。2001年9月4日公布为抚州市文物保护单位，2002年重修。2018年3月9日，文昌桥公布为第六批江西省文物保护单位，编号6-3-054。